# Бой при Байонне
Бой при Байонне 14 апреля 1814 года был вылазкой французского гарнизона Байонны генерал-майора Тувёно во время осады этого города союзными войсками под командованием генерал-лейтенанта Джона Хоупа. Это было последнее сражение Пиренейской войны; оно произошло, когда до противоборствующих сил начали доходить новости об отречении Наполеона.
Хотя осада Байонны была в значительной степени иллюзорной (французские и британские солдаты братались и обменивались подарками и письмами), боевые действия 14 апреля включали в себя тяжелые рукопашные бои, во время которых французами были захвачены генерал-лейтенант Хоуп, два офицера его штаба, 276 солдат и орудие. Подкрепление союзников, однако, спасло положение и отразило дальнейшие атаки французов, после чего Тувёно отступил к цитадели, потеряв 910 человек.
Осада продолжалась. 17 апреля французская армия под командованием маршала Сульта подписала перемирие с Веллингтоном; Тувёно продолжал сопротивление, пока прямой приказ Сульта не заставил его соблюдать соглашение о прекращении огня.

## Предыстория
После битвы при Ниве герцог Веллингтон организовал неожиданную десантную операцию, во время которой британская армия пересекла устье реки Адур и блокировала французский город Байонну. 27 февраля Веллингтон двинулся на восток вслед за французской армией маршала Сульта, оставив для осады крепость корпус Хоупа.
В состав войск Хоупа численностью в 19 550 человек входили 1-я Кеннета Говарда (6800) и 5-я Эндрю Хэя (2750) британские дивизии, независимая британская бригада лорда Эйлмера (1900), португальские бригады Томаса Брэдфорда (1600) и Арчибальда Кэмпбелла (2500), и испанская дивизия Карлоса де Эспаньи (4000 человек). К силам Хоупа присоединились 10 000 испанских военнослужащих в дивизиях Марсильи, Эспелеты и Пабло Морильо, но они были отправлены в армию Веллингтона, чтобы сражаться в битве при Тулузе 10 апреля.
Перед отступлением Сульт усилил гарнизон дивизией Аббе, увеличив его численность до 14 000 человек. В гарнизоне находились 5-й и 27-й легкие полки, а также 64-й, 66-й, 82-й, 94-й, 95-й, 119-й и 130-й линейные полки.

## Сражение
Хоуп проводил осаду «неторопливо, вплоть до полной апатии». 10 апреля, в тот же день, когда Веллингтон сражался с Сультом в Тулузе, Хоуп всё ещё не начал активные осадные действия. Со своей стороны, Тувёно также вёл себя пассивно в течение первых шести недель осады.
12 апреля Тувёно получил неофициальные известия об отречении Наполеона. Хотя это означало, что война практически закончилась, «в порыве злости и разочарования» французский губернатор решил сражаться. Утром 14 апреля в 3 часа ночи он атаковал британские осадные линии отрядом из 6000 человек в трех колоннах. Обманная атака была предпринята напротив Англета и Белвью, в то время как основная атака, силами более чем 3000 человек, была начата к северу от Цитадели. Аванпосты союзников были застигнуты врасплох и вскоре разбиты. Правая колонна захватила деревню Сент-Этьен, где возле церкви был убит генерал-майор Эндрю Хэй. Две другие французские колонны устроили прорыв, и теперь среди союзников царила неразбериха. Последовавшее затем сражение было жестоким — сэр Джон Хоуп в штатском был ранен и схвачен после того, как приехал на лошади в разгар боя.
Генерал-майор Хинубер, действовавший по собственной инициативе, сплотил войска вокруг Сент-Этьена. При поддержке двух португальских батальонов он начал контратаку с Сент-Эсприта, изгнал французов и захватил деревню. В то же время левая французская колонна при поддержке канонерских лодок на реке атаковала Сен-Бернар. Полковник Перегрин Мейтленд из 1-й гвардейской бригады, однако, занял высоты вокруг деревни и монастыря. Шквальным огнём гвардии французы были отбиты, и Мейтленд приказал контратаковать.
Контратака союзников вскоре усилилась, и французский плацдарм к северу от Цитадели подвергся нападению как с востока, так и с запада. Люди 1-й дивизии Говарда в штыковой атаке начали теснить французские позиции вдоль перекрестка около Сент-Этьена. В этот момент Тувёно приказал своим войскам отступить. К 8 часам утра союзники вновь заняли всю потерянную территорию с минимальным ущербом, поскольку осадные орудия ещё не были развернуты на батареях. Французская вылазка потерпела поражение; с обеих сторон были большие потери. Основную их часть понесли англо-германские подразделения, в том числе 1/1, 3/1, 1-й Колдстримский батальон и 1/3-я пехотная гвардия; 3/1-й, 1/9-й, 1/38-й, 2/47-й и 5/60-й пехотные полки; легкие батальоны 1-го и 2-го Королевского германского легиона (КГЛ) и 1-й, 2-й и 5-й линейные батальоны КГЛ.

## Последствия
Союзники потеряли 838 человек, 157 из которых были убиты, включая генерал-майора Эндрю Хэя, 455 ранены и 233 захвачены в плен, включая Хоупа. Французские потери составили 905 человек, в том числе 111 убитых, 778 раненых и 16 пропавших без вести. Несмотря на известие об отречении Наполеона, французы продолжали упрямо защищаться до 27 апреля, когда письменные приказы маршала Сульта, наконец, заставили Тувёно передать крепость Байонны британцам.
Общие потери в осаде, включая бой 14 апреля, составили 1600 французов, убитых и раненых, а также 400 пленных. Союзники потеряли в общей сложности 1700 убитых и раненых и 300 пленных.